# Registered jack

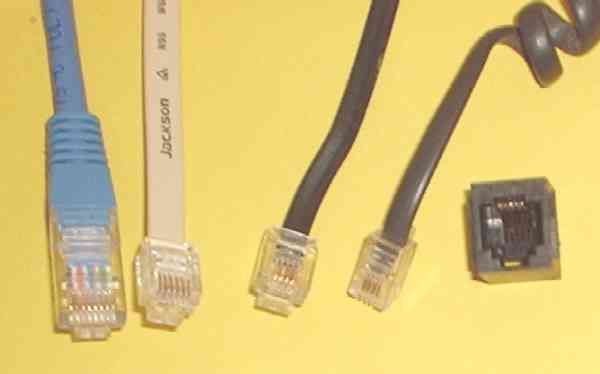
Conectores Registered Jack (de izquierda a derecha):
- RJ-45 de ocho pines;
- RJ-25 o RJ-12 de seis pines;
- RJ-11 o RJ-14 de cuatro pines;
- y un conector para auricular RJ-22 (RJ-10 o RJ-9) de cuatro pines.

Registered Jack (RJ), traducido como “clavija registrada” o “enchufe registrado”, son un grupo de estándares para interfaz física, tanto para la construcción de conectores como para el diseño del cableado, para la conexión de equipos de telecomunicaciones o de datos (redes de computadoras).
Son usados como estándares a nivel internacional y vienen integrados predeterminadamente en las computadoras.
Entre otros, los estándares de diseño para estos conectores y sus cableados se denominan:
- RJ-9
- RJ-11
- RJ-12
- RJ-14
- RJ-21
- RJ-45
- RJ-48
- RJ-50
- RJ-61

Los conectores físicos que usan RJ principalmente son: el conector modular y el micro ribbon de 50 pines. Por ejemplo, RJ-11 usa un conector modular de 6 posiciones y 4 contactos (6P4C), mientras que el RJ-21 usa un conector micro ribbon de 50 pines.
- Datos: Q595851
- Multimedia: Registered jack / Q595851